# Harbin-Bier
Harbin-Bier (Chinesisch: 哈尔滨啤酒, pinyin: Hā'ěrbīn Píjiǔ) ist ein Produkt der Harbin-Brauerei.

## Harbin-Brauerei
Die Anheuser-BuschInBev (Harbin) Brewery Co., Ltd. ist eine 1900 in Harbin gegründete chinesische Brauerei. Gemeinsam mit der Mandschurei fiel die Brauerei 1946 zurück an China. 1950 wurde die Brauerei verstaatlicht. Ab den 1960er Jahren wurde in der Brauerei stark investiert und die Anlagen verbessert, so wurde 1973 die erste Sterilisationsmaschine in der gesamten Heilongjiang-Provinz in Betrieb genommen. 2003 übernahm SABMiller eine 29,6 % Aktienbeteiligung, 2004 wurde nach einer harten Übernahmeschlacht die Brauerei schließlich von Anheuser-Busch übernommen. Als Chinas viertgrößte und älteste Brauerei hat Harbin heute eine marktführende Position in Nordost-China. Harbin vergrößerte seine jährliche Bierproduktion auf über 10 Millionen Hektoliter und wurde zu einer der größten Brauereien Chinas, nachdem sie an der Hong Konger Börse notierte. Heute ist die Brauerei im Eigentum von Anheuser–Busch InBev.

## Biere
Hapi und Golden Hapi. Harbin Heart und Harbin Premium Lager. Außerdem ein Weißbier.